# Universo di de Sitter

Evoluzione dell'universo di de Sitter (linea blu in alto) comparata con altri modelli

L'Universo de Sitter è una soluzione cosmologica delle equazioni di campo della relatività generale, che prende il nome dal matematico, astronomo e fisico olandese Willem de Sitter.
Si tratta di un modello d'universo spazialmente piatto che trascura la materia ordinaria in modo tale che la dinamica dell'universo sia dominata dalla costante cosmologica. Tale modello è dunque utilizzabile per spiegare l'energia oscura e il campo  inflatone dell'universo primordiale. Infatti i modelli di inflazione cosmica e le attuali osservazioni dell'accelerazione dell'universo convergono su un modello di universo primordiale che, fino a circa 10-33 secondi dopo il Big Bang, può essere descritto come un universo de Sitter (singolarità gravitazionale).

## Descrizione
Un universo de Sitter è un modello semplificato, privo di materia ordinaria e caratterizzato da una costante cosmologica positiva che ne determina il tasso di espansione (più è grande la costante cosmologica più è alto il tasso di espansione).
Inoltre è caratterizzato da una legge di espansione di Hubble coerente nello spazio e anche nel tempo, soddisfacendo così al principio cosmologico perfetto, che assume isotropia e omogeneità in tutto lo spazio-tempo. 
In una classe di modelli con diversi valori della costante di Hubble, l'universo statico sviluppato da Einstein può essere considerato come un caso speciale dell'universo de Sitter, nel quale l'espansione inflativa è leggermente positiva e finemente sintonizzata per annullare il collasso gravitazionale associato alla densità della materia. Quindi a differenza di altri modelli FLRW, lo spazio di de Sitter può essere pensato come una soluzione statica per le equazioni di Einstein. 
Come modello per l'universo fisico, la soluzione di de Sitter non era considerata applicabile al nostro universo osservabile, fino a quando non furono sviluppati dei modelli per l'inflazione cosmica (dominante nel Big Bang) e per l'energia oscura (responsabile del Big Rip). Prima di allora si ipotizzava che il Big Bang implicasse solo l'accettazione del più debole principio cosmologico, che ritiene l'isotropia vera solo per estensioni spaziali ma non per estensioni temporali.
Un'applicazione dello spazio de Sitter modella dunque l'universo primordiale durante l'inflazione cosmica nei primi istanti del Big Bang. Molti modelli inflazionistici sono solo approssimativamente de Sitter e possono essere modellati dando al parametro di Hubble una dipendenza dal tempo lieve. Per semplicità, alcuni calcoli che coinvolgono l'inflazione nell'universo primordiale possono essere eseguiti nello spazio de Sitter piuttosto che in un universo inflazionario più realistico. Utilizzando l'universo de Sitter invece, dove l'espansione è veramente esponenziale, ci sono molte semplificazioni.
Per quanto riguarda la cosiddetta energia oscura, il nostro Universo è entrato nell'era dominata dall'energia oscura un paio di miliardi di anni fa, e il modello usato per descrivere l'espansione dell'universo sembra avvicinarsi a un modello di Universo de Sitter. L'accelerazione nell'espansione inflativa del nostro universo è associata ad una costante cosmologica non nulla e lievemente positiva, assimilabile alla cosiddetta energia oscura (energia positiva = pressione negativa di vuoto). Secondo tale modello, l'espansione esponenziale del fattore di scala implica che la distanza fisica tra due osservatori abbastanza lontani tra loro a un certo punto crescerà più velocemente della velocità della luce, a quel punto i due osservatori non saranno più in grado di entrare in contatto causale tra loro. Pertanto un osservatore in un universo de Sitter vede un orizzonte degli eventi oltre il quale non può vedere né apprendere informazioni. 
Se il nostro universo si sta avvicinando a un universo de Sitter, in un futuro remoto non sarà più possibile osservare altre galassie all'infuori della nostra Via Lattea e, via via che il processo andrà avanti e l'universo continuerà ad espandersi, tutta la materia e la radiazione saranno diluite e alla fine non ci sarà più materia ma solo energia del vuoto, fluttuazioni termiche, fluttuazioni quantistiche.
Questo è il cosiddetto Big Rip, e lì il nostro universo tornerà ad essere un semplice Universo de Sitter, così come era nei suoi primissimi istanti.